# Cerro de Guadalupe, Michoacán de Ocampo
Cerro de Guadalupe är en ort i Mexiko.   Den ligger i kommunen Susupuato och delstaten Michoacán de Ocampo, i den södra delen av landet, 130 km väster om huvudstaden Mexico City. Cerro de Guadalupe ligger 1 859 meter över havet och antalet invånare är 103.
Terrängen runt Cerro de Guadalupe är huvudsakligen lite bergig. Cerro de Guadalupe ligger uppe på en höjd. Runt Cerro de Guadalupe är det ganska glesbefolkat, med 36 invånare per kvadratkilometer. Närmaste större samhälle är Ixtapan del Oro, 14,9 km nordost om Cerro de Guadalupe. I omgivningarna runt Cerro de Guadalupe växer huvudsakligen savannskog.